# Quantanthura raoulia
Quantanthura raoulia är en kräftdjursart som beskrevs av Gary C.B. Poore och Lew Ton 1986. Quantanthura raoulia ingår i släktet Quantanthura och familjen Anthuridae.
Artens utbredningsområde är havet kring Nya Zeeland. Inga underarter finns listade i Catalogue of Life.